# ناگهیس
ناگهیس برپایهٔ مزدیسنا چهارمین دیو از دیوهای کماله و از آفریدگان اهریمن می‌باشد. او دشمن سپندارمذ است. ترومَد را برابر با ناگهیس و صفت ناگهیس نیز می‌دانند.

## واژه‌شناسی
ناگهیس در پهلوی nāghēs و در اوستایی -(𐬥𐬃𐬢𐬵𐬀𐬌𐬚𐬌𐬌𐬀)nāŋhaiθya می‌باشد.
ترومد در پهلوی tarōmad و در اوستا -tarō.matay به معنای خواردارندهٔ اندیشه است.